# Alasdair Milne
Alasdair David Gordon Milne (8 de outubro de 1930 - 8 de janeiro de 2013) foi diretor-geral da BBC entre julho de 1982 e janeiro de 1987. Ele foi forçado a deixar o seu cargo após desentendimentos com o governo conservador de Margaret Thatcher.